# 凹門礁
凹門礁，為台灣澎湖縣望安鄉的一個島嶼，面積約0.0004平方公里，為澎湖群島2005年列冊的90島嶼中面積最小的一座。島嶼座落於望安島和將軍澳嶼中央的海域，位於將軍澳嶼西南方約600公尺處，距望安島東南方500公尺。